# Эгбелет
Эгбеле́т или Эгебеле́т (фр. Aiguebelette) — озеро во Франции в департаменте Савойя, в регионе Овернь — Рона — Альпы.
Объём воды — 0,166 км³.
Это главное озеро в передних савойских землях, расположенное в южной части горного массива Юра, примерно в 10 км от Шамбери и примерно в 100 км от Лиона. Оно занимает площадь 545 га, и по этому показателю является седьмым природным озером во Франции после Женевского озера, озера Уртен и Каркан, озера Гран-Льё, озера Бурже, озера Анси и озера Марвиль. Граничит на востоке с горной цепью Эпин (фр. Épine), наивысшей точкой которой является гора Грель, а на западе — с горами Турнье. Его максимальная глубина составляет 71 метр.
Озеро Эгбелет — это частное озеро, которое принадлежит семье Риверьёль де Шамбо де Лепин (фр. Rivérieulx de Chambost de Lépin) и компании Électricité de France, которые доверили своё управления озером сообществу коммун озера Эгбелет. Его берега делят между собой пять прибрежных коммун: Эгбелет-ле-Лак, Лепен-ле-Лак, Сент-Альбан-де-Монбель, Новалез и Нанс. В южной части озера находятся два острова, окружённые тростниковыми зарослями.
Для того, чтобы сохранить качество воды и природную среду озера, использование моторных лодок на озере было запрещено постановлением 1967 года. Кроме того, с марта 2015 года озеро является первым региональным природным заповедником пресной воды во Франции.

## География

### Расположение
Озеро Эгбелет расположено в западной части департамента Савойя на юго-востоке Франции, недалеко от Швейцарии и Италии. Его берега разделены между коммунами Эгбелет-ле-Лак на западе, Нансы к северу, Новалез на северо-западе, Сент-Альбан-де-Монбель на западе и Лепин-ле-Лак на юге.
Оно занимает площадь 5,45 км² на территории так называемых передних савойских земель у подножия горной цепи Эпин, которая отделяет его от префектуры департамента — города Шамбери. В нескольких километрах к западу от озера находится ещё один естественный барьер — горы Турнье (фр. Tournier), которые очерчивают водораздел озера.
Воды озера достигают средней высоты 373 м над уровнем моря. Земли в бассейне озера в основном распределяются между лесами (46,8 %) и пастбищами (32,9 %), урбанизация и культурное использование земель занимают незначительную часть — 8,6 % и 3,4 % соответственно.

### Топография
Озеро представляет по форме равнобедренный треугольник, южный берег которого является основой. Его наибольшая длина составляет 3,75 км, наибольшая ширина — 1,98 км, и наименьшая ширина — 550 м.
По своей батиметрии озеро насчитывает пять подозёрных бассейнов, две погружные горки и два острова. Его максимальная глубина составляет 71,1 метров. Точка с максимальной глубиной находится недалеко от восточного берега, так как она расположена на склоне обрыва горной цепи Эпин. А западная часть озера, наоборот, расположена в равнинной холмистой зоне, и представляет собой более мягкую и менее глубокую местность. В связи с этим средняя глубина озера составляет 30,6 м.
Объём воды озера составляет 166 миллионов кубических метров, и карта, приведённая выше, показывает, что озеро включает в себя три ямы:
- северную яму, неподалёку от так называемого «Комба» (La Combe) (глубина 50 метров);
- яму на юго-востоке, недалеко от порта Эгбелет (71 метр);
- яму на юго-западе, между островами и Лепином.

Озеро полностью покрывалось льдом во время зим 1909, 1929, 1941, 1942 и 1956 годов.

### Геология
Площадь водосбора озера расположена на доминирующем геологическом известняке и два вышеупомянутых острова, вероятно, имеют моренное происхождение.
Озеро Эгбелет ограничено на востоке известняками и полосой морской молассы, в то время как его берега западной окружены террасами, в которых самый низкий уровень составляет 1,60 м, а самый высокий — 26 м. На всём берегу находится, кроме того, полоса отложения почти полностью ледникового происхождения.

### Гидрография
Объём воды озера Эгбелет составляет 166 млн кубометров, а его бассейн охватывает площадь в 58,4 км². Также считается, что поверхностные и глубокие воды озера смешиваются один-два раза в год.
Хотя озеро имеет разнообразные источники для подпитки, оно при этом имеет, тем не менее, только один естественный водосброс: это река Тьер, правый приток реки Гьер. Она находится в юго-западной части озера на уровне «Досчатого Брода» (Gué des Planches), где она является границей между муниципалитетами Лепен-ле-Лак и Сент-Альбан-де-Монбель.
С севера на юг против часовой стрелки расположены следующие водные притоки и ручьи:
- Гюа[фр.] (Нанс[фр.]);
- Лес-де-Новалез[фр.] (Нанс[фр.]);
- Нере[фр.] (Нанс[фр.]);
- Жанжу[фр.] (Новалез[фр.]);
- Люизара[фр.] (Сент-Альбан-де-Монбель);
- Бур (Лепен-ле-Лак);
- Тюильри[фр.] (Лепен-ле-Лак);
- Мулен (Лепен-ле-Лак).

Среди этих источников основными притоками озера являются Гюа, Лес и Тюильри. Кроме того, хотя вдоль восточного берега озера расположена горная цепь Эпин, не имеющая каких-либо устьев рек, однако есть действующие под-озёрные источники из этого горного массива.

### Пути сообщения и транспорт
Автомобильным транспортом до озера можно добраться по автомагистрали A43, соединяющей Лион и Шамбери, которая выходит с севера и имеет участок дороги, проходящий по пандусу в 500 м от северного берега озера. Эта дорога доходит до коммуны Нансы. На северном и западном берегу озера проходит национальная дорога 921, которая соединяется с национальной дорогой 921d, которая проходит по восточному и южному берегам озера таким образом, чтобы можно было совершить полный оборот (маршрут «Вокруг озера»).
Железная дорога огибает озеро по его южному берегу по линии Сент-Андре-ле-Газ — Шамбери. Эта линия позволяет обслуживать озеро через два железнодорожных вокзала: вокзал Лепин-ле-Лак-ля-Бош в коммуне Лепин-ле-Лак к юго-западу от озера и вокзал Эгбелет-ле-Лак в коммуне Эгбелет-ле-Лак на южном берегу озера. Оба эти вокзала обслуживаются поездами и междугородными автобусами компании TER Rhône-Alpes, курсирующими по маршрутам Лион — Шамбери и Сент-Андре-ле-Газ — Шамбери.
Что касается воздушного транспорта, то ближайший к озеру аэропорт — это аэропорт Шамбери — Савойя, расположенный в десяти километрах по ортодромии, но он отделён от озера горной цепью Эпин. Он позволяет добраться до многих пунктов назначения в Северной Европе, в том числе и зимой. В пределах 100 км от озера также находятся 2 международных аэропорта: аэропорт Лион-Сент-Экзюпери и международный аэропорт Женевы в Швейцарии.

## Топонимика
Эгбелет (фр. Aiguebelette) — это гидроним, состоящий из префикса aigue- (эг-) и французского слова belle (красавица). Он происходит от латинского Carbonaria, затем Aqua Bella, что в переводе на французский будет «l’eau belle» (вода-красавица) или «la belle eau» (красивая вода). Суффикс -ette (-эт) придаёт слову уменьшительно-ласкательный смысл, что приводит к переводу «belle petite eau» (красивая маленькая вода).
Тем не менее, от этого перевода отказались в пользу его эквивалента во множественном числе: «belles petites eaux» (маленькие красивые воды), который используется, в частности офисом по туризму озера Эгбелет, а также совместной ассоциацией передних савойских земель. Этот перевод также отражён в книге Озеро Эгбелет, изданной в 2005 году.
На савойском диалекте франкопровансальского языка озеро называется Lèc d'Égouabelèta, а произносится [lɛ.ˌde.ga.ˈblɛ.ta].
Озеро дало название коммуне Эгбелет-ле-Лак.

## Озеро в истории человечества

### Легенда об озере
Образование озера Эгбелет и наличие двух островов упомянуто в местной легенде, о чём подробно изложил Шеврон а Луи Шодель (фр. Chevron à Louis Schaudel) в рамках своего исследования, опубликованного в 1908 году.
Место, которое в настоящее время занимает озеро Эгбелет, когда-то было небольшой равниной с пышной растительностью, посреди которой стоял город с таким же именем, с репутацией как у Содома из-за богатства и порочных удовольствий. Однажды, гласит легенда, Иисус Христос пришёл в город, одетым в лохмотьях, как нищий, и просил кусок хлеба и ночлег. Тогда, как и сейчас, внешний вид нищего мешал веселью, поэтому божественный гость увидел, что его везде отказались принять и бранили. Только вдова, бедная, как та, которую поприветствовал пророк Елисей, с состраданием тех, кто сам испытывает бедность, и кто может сочувствовать, предложила ему разделить свою лачугу и свой кусок чёрного хлеба, и он принял это предложение, не раскрыв себя. Удовлетворённый добрым проявлением воли этой женщины, наш Господь спросил её, есть ли кто-нибудь в городе, в чьём спасении она была заинтересована. Да, ответила она. У меня есть в таком-то районе, который она назвала, моя дочь, которая является моим единственным утешением в этом мире; её муж умер, не оставив своей семье ни луи, она также поддерживает моё существование плодами своих рук, которые она разделяет со своей матерью. Это хорошо, сказал таинственный посетитель; вы услышите громкий шум в эту ночь, потому что я собираюсь уничтожить этот город, чьи беззакония вызывают мою месть. Но не смущайся ничуть, ни дочь твоя; ничего плохого с вами не случится. Спокойно оставайтесь в своём доме; завтра вы увидите правосудие Бога, который преследует твёрдость сердца нечестивых, и который любит вознаграждать добродетель праведных. После этих слов он ушёл, к удивлению доброй вдовы. 
 На следующий день лучи восходящего солнца освещали чистый слой воды, где за день до этого был шумный город, наслаждавшийся жизнью. Чтобы сделать акт более ярким, более достойным силы Божьей, дома вдовы и её дочери остались одни на островах среди чудесным образом превращённых рощ; и от одного дома к другому между этими двумя гостеприимными прибежищами распростиралась дорога, предназначенная для сообщения между ними - прекрасная дамба, ласково омываемая с каждой стороны водами озера Эгбелет.
Louis Schaudel (de Nancy). La station néolithique du Lac d'Aiguebelette (неизв.) // Quatrième Congrès préhistorique de France. — Session de Chambéry, 1908. — С. 537—546. (p. 7)

### Предыстория
В мелководных районах озера возле коммуны Лепин-ле-Лак (фр. Lépin-le-Lac) были обнаружены вбитые сваи и остатки жилищ на сваях или «свайных построек», которые являются свидетельством присутствия здесь человека в эпоху неолита и бронзового века. Археологи обнаружили существование этих водных городов в середине XIX века.

### Античность
Остатки эпохи античности, саркофаг и камень с тремя круглыми отверстиями, также известный как камень в чаше, были обнаружены на Большом острове. У оконечности этого же острова на глубине 1 метр была также найдена старая римская баня, покрытая слоем цемента.
Впоследствии область озера Эгбелет была то местом для транзита с запада на восток, то окраиной. Римская дорога проходила по южному берегу озера, прежде чем подняться на край перевала Сен-Мишель и спуститься к городу Шамбери, который тогда назывался Lemencum. Этот маршрут, прямой, но обрывистый, конкурировал с другими путями на север (Перевал Дю Ша (фр. col du Chat) — кошачий перевал) и на юг (Лез-Эшель), несомненно, более популярными, если верить скудным римским археологическим находкам, найденным в Лепине, по сравнению с теми, что были найдены в Сен-Пьер-де-Женебро и которые соответствуют пути через Лез-Эшель.

### Средние века и наше время
В Средние века горы Эпин были частью владения сеньоров Монбель (фр. Montbel), которые владели большей частью передних савойских земель, в то время как деревни Лепин и Эгбелет, а также само озеро входили в вотчину сеньоров Д’Эгбель (фр. d’Aiguebelle), у которых было своё шато в деревне Эгбелет (фр. Aiguebelette). Название Эгбелет происходит, таким образом, от Эгбель.
Маршрут через перевал Сен-Мишель оставался самым используемым маршрутом до Шамбери вплоть до конца XVII века. В начале XVII века носильщики помогали путешественникам пересечь перевал за четверть экю. Сеньор Вилламон (фр. Villamont), который взял взаймы этот переход в 1588 году, считал, что он достаточно хорошо охраняется чтобы защитить путешественника от медведей и других диких зверей, которых можно встретить в лесу. В 1665 году во время правления Карла-Эммануила II, герцога Савойского, были проведены большие работы по благоустройству дороги до Лез-Эшель, которая имеет большое преимущество по сравнению с перевалом Де Ку, в 300 метрах ниже перевала Сен-Мишель. С тех пор Эгбелет потерял своё значение как транзитный пункт.

### Современность
До 1860 озеро Эгбелет принадлежало не Франции, а Савойскому герцогству в составе Сардинского королевства. Граница Франции тогда находилась примерно в 15 километрах от озера, и проходила по реке Гьер.
По меньшей мере начиная с конца XVII столетия весь трафик с запада на восток шёл через Лез-Эшель, прямой путь через южные берега озера никогда не был заброшен, и старая римская дорога стала «Сардинской дорогой», которую поддерживали в хорошем состоянии. Пост линии оптического телеграфа Клода Шаппа Париж—Милан построен в 1805 году на перевале дю Крюсифи (фр. col du Crucifix — перевал распятия) в верхней части озера. В течение двух веков коммуны к югу от озера, Лепин и Эгбелет, не были широко известны, так что они были в относительной изоляции, которая окончилась в 1884 году открытием железнодорожной линии Лион-Шамбери. С 1880 по 1884 годы был пробурён железнодорожный туннель Лепин длиной 3310 метров, соединивший коммуны Эгбелет-ле-Лак и Сен-Кассен. Если раньше окрестности озера были только сельскохозяйственными областями, то приход железной дороги способствовал развитию малого туристического бизнеса: умножились гостиницы, пансионы и рестораны. Лионцы составляли большую часть клиентов, которые стали приобретать и строить здесь себе второе жильё.
После аннексии Савойи в 1860 году, маркиз Коста де Борегар передал право собственности на озеро в 1866 году графу Ипполиту де Шамбо (фр. Hippolyte de Chambost) из Лепина. Тем не менее, в результате длительного судебного разбирательства, мэтр Руайе-Коллан (фр. Royer-Colland) добился передачи около половины северной части озера со стороны коммун Нанс (фр. Nances), Новалез (фр. Novalaise) и Сент-Альбан-де-Монбель (фр. Saint-Alban-de-Montbel), которая, как предполагается, была частью первоначальных наследственных прав сеньоров Монбель (фр. Montbel). Эта северная часть озера затем была продана компании Force et Lumière в 1919 году.
Во время второй мировой Войны в сентябре 1943 года первый молодёжный лагерь французской милиции — коллаборационистского военного соединения — располагался возле этого озера
.
После войны по решению о национализации электроэнергетики и газовой промышленности северная часть озера перешла в собственность новой национальной компании Électricité de France (EDF) в 1946 году. Кроме того, после войны начали преобладать новые виды туристической деятельности — походный туризм и караванинг, а также было построено множество туристических лагерей вокруг озера для постоянных клиентов из Нидерландов, которые приезжают сюда в летние месяцы.
В 1960-е годы на национальной дороге № 6 постоянно образовывались пробки в часы пик из-за заторов в туннеле Дез-Эшель. Чтобы решить эту проблему в 1974 году было открыто движение по автомагистрали A43, которая соединяет Лион с Шамбери, проходя очень близко от северного берега озера, прежде чем перейти в новый туннель, прорытый в горе Эпин. Это шоссе позволяет легко добраться до озера, но оно порождает ряд угроз экологическому состоянию озера: антиобледенительные соли и остатки шин. Проходя через прибрежные коммуны озера менее чем в 15 км от шамберийской агломерации, это шоссе превращает их в пригород. В начале XXI века численность населения этих коммун, которая до этого уменьшалась из-за оттока сельского населения в города, начала расти. Это феномен реурбанизации, который выражается в строительстве большого количества домов для постоянного проживания на прибрежной территории.

## Защита и сохранение биоразнообразия

### Защита
Озеро Эгбелет включено в перечень охраняемых объектов 7 декабря 1935 года. Озеро также является частью сети Натура 2000 с 2006 года, а также природный зоной с надзором за экологией, флорой и фауной
. Приказ префекта о защите биотопа защищает некоторые части побережья, начиная с 2001 года.
6 марта 2015 года регион Рона — Альпы присвоил озеру Эгбелет статус регионального природного заповедника сроком на десять лет. Таким образом, он стал первым региональным заповедником пресной воды во Франции.

### Фауна и флора

#### Рыбы
Присутствие различных видов рыб в озере является результатом как естественного равновесия, так и деятельности рыбаков, которая компенсируется местным профсоюзом рыбаков, который каждый год восстанавливает популяцию мальков. В озере наиболее часто встречается белая рыба (уклейка, плотва, краснопёрка, лещ, карп, линь), а также окунь, щука, налим и лососёвые, среди которых арктический голец, форель и европейская ряпушка.
Как только приходят холода, уклейки озера образуют косяки и перемещаются к ручью Гуа, к плотине или к порту Эгбелет, вероятно, потому что вода в них теплее и пищи больше. Но уклейкам нужно заботиться не только о тепле и еде, но также и спасаться от двух крупных хищников: щук и рыбаков. К счастью для сохранения вида, он имеет сильную репродуктивную способность в благоприятных условиях, которые создаются в питомнике, что обеспечивает быстрое воспроизводство этого вида в озере.
Когда щука охотится на мелководье, близ плавней, форель, которая питается в основном ночью, мало конкурирует со щукой, так как форель охотится на больших глубинах. В озере можно встретить радужную форель, появившуюся в последнее время, и озёрную форель, спокойно живущую на больших глубинах вдали от удочек рыбаков. Окуни пользуется большим спросом со стороны рыбаков, которые конкурируют за них с европейскими ряпушками, налимами и щуками.
Арктический голец был завезён в озеро в 1970-х годах. Он размножается на глубинах 50 метров и более, в больших ямах озера.
Обыкновенный сиг обитает на глубинах, на которых в воде достаточно кислорода, за исключением нереста, когда он поднимается на поверхность. Этой рыбы довольно много в озере, и она представляет собой трофей для опытных рыбаков озера Эгбелет.
Налим встречается гораздо реже, практически не ловится на удочку. Это донная рыба, всего несколько штук которой было поймано у дна.

#### Птицы
Очень много лысух на берегу озера, за исключением зимы. Большая поганка — самая заметная птица озера. Также водится кряква, лебедь-шипун, серая цапля и камышница.

#### Насекомые
Озеро является прибежищем для целой кучи стрекоз, среди которых оранжево-пятнистый изумруд (Dale, 1834), эндемичный для юго-западной Европы и находящийся под защитой во Франции.

#### Водно-болотистые растения
- Водяная лилия
- Дербенник иволистный
- Хмель обыкновенный
- Ольха чёрная

#### Стратификация и насыщение кислородом
Озеро Эгбелет является слоистым с апреля по декабрь, когда у него есть два слоя: эпилимнион, поверхностный слой, располагающийся на глубинах до десяти метров от поверхности, и составляющий около трети от общего объёма озера, и гиполимнион, который находится ниже. Эти два слоя слабо связаны друг с другом.
Весной и летом эпилимнион, в котором температура повышается под действием солнечного света, становится местом активности фитопланктона, то есть микроскопических растений, которые используют солнечный свет для фотосинтеза, и тем самым придают зелёный цвет некоторым районам озера. Исследования показали наличие 93 различных видов фитопланктона. Кроме фитопланктона в эпилимнионе также живёт зоопланктон, микроскопические животные, а также рыбы. Все эти живые существа потребляют кислород. В тёплое время года в процессе фотосинтеза создаётся больше кислорода, чем потребляется обитателями эпилимниона.
В гиполимнионе, который не получает света, в течение всего года остаётся очень низкая температура (от 5 до 6 градусов). Летом зоопланктон, который живёт там, потребляет кислород, а также органические осадки, которые окисляются. Некоторых виды рыб, такие как сиги и арктический голец тоже живут в гиполимнионе.
Для того, чтобы в гиполимнионе не закончился полностью кислород, необходимо, что воды двух слоёв смешивались. В озере Эгбелет это обычно происходит зимой, когда температура эпилимниона опускается достаточно низко, чтобы достичь температуры воды в гиполимнионе. При одинаковой температуре вода из двух слоёв, таким образом, может смешиваться. Смешению водных слоёв озера в равной степени благоприятствуют бури и потоки ручьёв, которые впадают в озеро.
Считается, что озеро является здоровым или олиготрофным, когда оба слоя хорошо насыщены кислородом, и, следовательно, различные виды растений и животных могут жить как в поверхностных так и в глубоких водах. В противном случае говорят о процессе эвтрофикации.

#### Эвтрофикация
С 1970-х годов законодательство довольно строго требует установки дюкеров вокруг всего озера. Таким образом, загрязнение озера продуктами человеческой жизнедеятельности значительно снизилось, и сельское хозяйство стало основным источником фосфатов в водах озера. Фосфаты стимулируют рост растительных организмов: немного фосфатов необходимо для производства фитопланктона, и, следовательно, насыщение воды кислородом, но избыток фосфатов приводит к такому увеличению количества фитопланктона и водорослей, что прозрачность воды ухудшается, и свет проникает неглубоко. Кроме того, бурный рост планктона приводит к тому, что умирающий планктон не успевает полностью перерабатываться микроорганизмами, питающимися умершим планктоном, в результате чего происходит анаэробное разложение планктона, которое приводит к появлению в водах озера серной кислоты.
Чтобы озеро не стало эвтрофным, установлен лимит 0,01 мг/л для содержания фосфатов в воде. В озере Эгбелет в 1974—1976 концентрация фосфатов в воде превышала 0,02 мг/л. Она снизилась до 0,01 мг/л в 1984 году. Для сравнения, в лак-дю-Бурже концентрация фосфатов в воде в 1978 году увеличилась до 0,4 мг/л. В 2012 году были опубликованы результаты исследования, проводившегося с 1999 по 2011 год специалистом озёрной гидробиологической станции INRA в Тонон-ле-Бене Фредериком Риме (фр. Frédéric Rimet), которые показали, что озеро Эгбелет находится в хорошем состоянии и близко к состоянию олиготрофии.
Начиная с 1974 года — даты открытия автомагистрали A43 — содержание хлоридов в озере изменилось с 3-5 мг/л до 8-9 мг/л. В первом приближении, нет никаких оснований считать, что такая концентрация может оказывать вредное воздействие на пригодность воды для питья или на экологическое равновесие. Тем не менее, в 1984 году можно было наблюдать начало формирования локальной «подложки», в которой концентрация хлорида достигала 10 мг/л. Устойчивое размещение более плотного подстилающего слоя, чем в среднем по озеру, может служить препятствием смешению вод в верхнем слое и иметь пагубные последствия для насыщения кислородом придонного слоя воды..

#### Плавни
Большую часть берега озера занимают плавни. Два острова, в частности, полностью окружены плавнями. Тростник распространяется посредством почкования корневищ. Основание стеблей находится на небольшой глубине в воде. Переплетение корней и корневищ является естественной средой обитания речных раков. Щуки приходят сюда на нерест. Тростники являются естественными очистителями воды, поэтому их уничтожение запрещено. Тем не менее, развитие туризма и поиск новых маршрутов к озеру каждый год влекут за собой уничтожение новых плавней.